# 東亜日報
東亜日報（とうあにっぽう、朝: 동아일보）は、大韓民国の日刊新聞（朝刊）である。日本統治時代の1920年4月1日 に創刊。本社をソウル特別市鐘路区に置く。発行部数は737,342部（韓国ABC協会への申告部数、2018年度）。朝鮮日報、中央日報とともに韓国の三大紙と称され、中央日報と発行部数第2位の座を競っている。

## 概要
大韓民国成立後は、政論を売り物にした高級志向の政府批判紙として再発足した。日本の朝日新聞とは特約海外新聞の関係にある。
読者層には知識人が多く、他紙と比較して漢字の使用頻度が高いと言われていた。それでも時代の流れには抗えず、1998年1月1日にはレイアウトを横組みに改め、見出しの一部を除いて漢字の使用を中止。 民主化の進展と共に、政論よりも生活情報を重視する紙面作りに方針転換した。
20世紀のある瞬間まで圧倒的な1位の新聞社だったが、20世紀後半頃、朝鮮日報に1位の席を出すことになる。
創刊に関わった関係者に湖南地方（全羅南道と全羅北道）出身者が主であったことから、伝統的には金大中・元大統領に好意的とされていたが、金大中政権下ではむしろ対立。2000年代になってからは、金大中、盧武鉉と続いた改革・進歩志向政権には批判的となっている。この時から本格的な性向の変化が起きたと評価される。これは韓国で1997年のIMF経済危機以降、新聞社も財政危機に直面し、大企業広告に依存するなど経営陣の性向自体が変化したことも理由として挙げられる。既存の東亜日報メンバーはハンギョレなどに移籍する。逆に言えば、20世紀までだけでも東亜日報の性向は保守主義ではなかった。
21世紀から似たようなような立場の朝鮮日報、中央日報とともに「朝・中・東」と並列されて、保守派新聞の代表格とされている。ただし、保守系三紙にも温度差は存在し、朝鮮日報が右派一辺倒であるのに対して、中央日報は実利主義がベースにあるため、改革派政権が続く中で保守色は薄まりつつあり、東亜日報は伝統的に記者や労働組合の発言力も強いこともあって、個々の論調ではそれほど保守的ではないものも見られる。

## 沿革

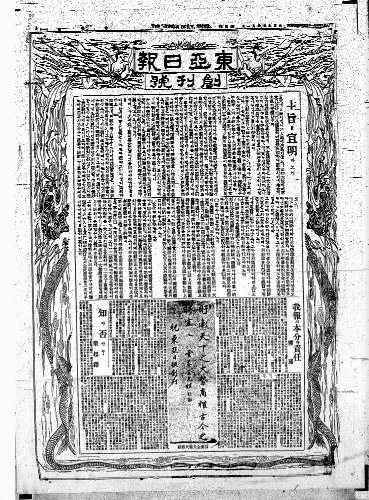
創刊号

3.1独立運動以降の朝鮮総督府による「文化政治」の潮流に乗って、金性洙・朴泳孝など政財界の朝鮮人有力者が中心となって1920年4月1日に創刊した。この時、社是として「民主主義・民族主義・文化主義」を掲げ、現在まで続いている。
日本統治時代は主として朝鮮人向けの啓蒙活動に力を入れ、ブ・ナロードや朝鮮物産奨励・民立大学創設運動やハングル普及などを主導している。また男尊女卑の風潮の濃い中でいち早く女性誌を創刊したり、女性向けのイベントなどを主催したり、女性の地位向上にも先鞭をつけている。だが、1920年からの9年間で300回もの販売禁止処分と延べ280日にものぼる停刊処分を受けるなど、当局からの規制と弾圧をしばしば受けた。特に1936年のベルリンオリンピック報道では、マラソンで金メダルを取った孫基禎選手のゼッケンの日の丸を抹消した写真を載せたことから、11ヶ月にものぼる停刊処分を受け編集幹部までが辞任に追い込まれる事態になっている（日章旗抹消事件）。太平洋戦争直前の1940年8月に廃刊に追い込まれた。
日本による統治が終わるといち早く1945年12月1日に復刊し、オーナーだった金性洙の関わりから韓国民主党系の新聞として論陣を張った。そのため李承晩政権下では記事の事前検閲を受けたり誤植を奇貨として停刊処分を受けるなどの圧力を受け、朴正煕政権下でも民主主義回復の論陣を張り広告掲載禁止などの嫌がらせを受けた。
一方、軍事クーデター後の第三共和制下では、17年間、東亜日報の社長を務めてきた崔斗善が朴大統領から委嘱を受けて首相となるなど政権への接近も見られた。
1963年には、東亜放送（DBS：ラジオ792kHz）を開局させたが、全斗煥政権の言論統廃合により、1980年11月30日に廃局され、公営の韓国放送公社 (KBS) に吸収合併された。東亜日報は、直ちに法廷闘争を開始したが（「周波数を返せ」闘争）、「周波数は既に他局に使用されている」として、1990年に敗訴が確定した。その後、2009年からインターネットにてテレビ放送を開始。そして、2010年に李明博政権の規制緩和政策により、新聞社にもテレビ放送事業への参入が認められ、東亜日報もテレビの総合編成放送への参入を大韓民国放送通信委員会に申請した結果、同年12月31日に中央日報、朝鮮日報、毎日経済新聞と共に認められ、約31年ぶりに放送事業が再開される運びとなり、2011年12月1日に「チャンネルA」が開局された。

## ナレーションサービス
同紙日本語版ホームページでは、全記事にナレーションが付いている。記事の本文上（題文下）の「記事を聞く」をクリックすると聴くことができる。人名（朝鮮人）の姓は朝鮮読み、名前は日本語読み（一部訓読み）で読まれている。朝鮮語版・英語版・中国語版でも同様のサービスが存在する。

## 東亜日報による捏造記事・疑義が持たれた報道
- 1945年12月のモスクワ三ヶ国外相会談でソ連、信託統治を主張　アメリカは即時独立を主張と報じた。実際はその様な事実はなく共同宣言では米英ソ中四ヶ国の監督下による暫定政府の樹立が盛り込まれたに過ぎなかったが、この報道を切っ掛けとして信託統治に反対する右派と信託統治を容認する左派との対立が激化、結果として南北分裂の一因となった。
- 2005年10月3日（日本語版HP）、当時訪韓していた漫画家のちばてつやへのインタビューと称する記事を掲載した。当時話題となっていた『マンガ 嫌韓流』について、ちばが「日本の作家を代表して謝罪します」とコメントしたと掲載し、ちばてつやプロダクションから抗議を受けたことがある（朝鮮語版では謝罪部分の記事はすぐに差し替えられた）[6]。
- 2013年7月7日、東亜日報系列の総合編成テレビ「チャンネルA」のキャスターが、アシアナ航空214便着陸失敗事故において死亡者が中国人の女子高生2人にとどまったことについて「韓国人でなくて中国人2人が死者と確認されたとの情報が入った。我々からすれば幸運だったとも言える」と述べたため、中国で大きな騒動となり韓国政府が火消しに回ることになった[7][8]。

1992年1月14日、太平洋戦争中の女子挺身隊と慰安婦を混同し、「挺身隊、小学生まで引っ張っていった」との見だしで報道。翌15日の社説「十二歳の挺身隊員」では、次のように訴えた。
その後も「小学生慰安婦」について報道した韓国の新聞やテレビは報道を修正することはなく、「小学生や乳飲み子の母親までを連行して性の玩具にした」というイメージは韓国社会のなかで繰り返しテレビドラマなどで伝えられて、現在にいたっている。